# Новий Град (громада, Республіка Сербська)
Новий Град (серб. Општина Нови Град) — боснійська громада, розташована в регіоні Прієдор Республіки Сербської. Адміністративним центром є місто Новий Град.